# Copa Sudamericana 2015
Navigation
Édition précédente Édition suivante
La Copa Sudamericana 2015, officiellement Copa Total Sudamericana 2015 pour des raisons de parrainage, est la 14e édition de la Copa Sudamericana, équivalent sud-américain de la Ligue Europa. Le vainqueur se qualifie pour la Copa Libertadores 2016, la Recopa Sudamericana 2016 et pour la Coupe Suruga Bank 2016. 47 clubs sont engagés dans cette édition : le tenant du titre et quatre clubs par fédération nationale, sauf pour les fédérations argentine et brésilienne, qui engagent respectivement six et huit clubs. Le CA River Plate est le tenant du titre.
C'est le Club Independiente Santa Fe de Colombie, qui remporte la compétition cette année, après avoir battu les Argentins du Club Atlético Huracán en finale. C'est le tout premier succès international du club. Les deux clubs disputent d'ailleurs la première finale internationale de leur histoire.

## Règles
Le format de la compétition est toujours le même et consiste en une série de matchs aller-retour à élimination directe. Les clubs sont départagés ainsi :
- Nombre de buts marqués sur l'ensemble des deux rencontres,
- Nombre de buts marqués à l'extérieur.

En cas d'égalité à la fin du second match, une séance de tirs au but est organisée. Il n'y a pas de prolongations.

## Clubs engagés
| Phase finale | Phase finale | Phase finale | Phase finale | Phase finale | Phase finale | Phase finale | Phase finale | Phase finale | Phase finale | Phase finale | Phase finale | Phase finale | Phase finale | Phase finale | Phase finale |
| --- | --- | ------------ | ------------ | ------------ | ------------ | ------------ | ------------ | ------------ | ------------ | ------------ | ------------ | ------------ | ------------ | ------------ | ------------ |
| - CA River Plate - Tenant du titre | |              |              |              |              |              |              |              |              |              |              |              |              |              |              |
| Deuxième tour | |              |              |              |              |              |              |              |              |              |              |              |              |              |              |
| - Club Atlético Huracán - Vainqueur de la coupe d'Argentine 2014 - Club Atlético Lanús - 3e du championnat d'Argentine 2014 - CA Independiente - 4e du championnat d'Argentine 2014 - Club Atlético Tigre - 7e du championnat d'Argentine 2014 - Arsenal de Sarandi - 9e du championnat d'Argentine 2014 - Club Atlético Belgrano - 10e du championnat d'Argentine 2014 | - Brasília Futebol Clube - Vainqueur de la Copa Verde 2014 - Sport Club do Recife - Vainqueur de la Copa do Nordeste 2014 - Clube Atlético Paranaense - 8e du championnat du Brésil 2014 - Goiás Esporte Clube - 12e du championnat du Brésil 2014 - Chapecoense - 15e du championnat du Brésil 2014 - Esporte Clube Bahia - 18e du championnat du Brésil 2014 - Joinville Esporte Clube - 1er du Championnat du Brésil de football de D2 2014 - AA Ponte Petra - 2e du Championnat du Brésil de football de D2 2014 |              |              |              |              |              |              |              |              |              |              |              |              |              |              |
| Premier tour | |              |              |              |              |              |              |              |              |              |              |              |              |              |              |
| - Club Bamin Real Potosí - 4e du tournoi Clôture 2014 - Club Bolívar - 5e du tournoi Clôture 2014 - Club Aurora - 6e du tournoi Clôture 2014 - Oriente Petrolero - 7e du tournoi Clôture 2014 - CD Universidad de Concepción - Vainqueur de la Copa Chile 2014-2015 - Club Deportivo Huachipato - 4e du classement cumulé 2015 - CD Universidad Católica - Vainqueur de la Liguilla 2015 - CD Santiago Wanderers - Finaliste de la Liguilla 2014 - Deportes Tolima - Vainqueur de la Copa Colombia 2014 - Club Independiente Santa Fe - Vainqueur du tournoi Clôture 2014 - Rionegro Águilas - 4e du classement cumulé 2014 - Atlético Junior - 5e du classement cumulé 2014 - Club Sport Emelec - Champion d'Équateur 2014 - LDU Quito - 4e du classement cumulé 2014 - LDU Loja - 5e du classement cumulé 2014 - CDU Católica del Ecuador - 6e du classement cumulé 2014 | - Club Libertad - Champion du Paraguay 2014 - Club Olimpia - 4e du classement cumulé 2014 - Club Sportivo Luqueño - 5e du classement cumulé 2014 - Club Nacional - 6e du classement cumulé 2014 - Foot Ball Club Melgar - 1er du classement cumulé 2014 - Unión Comercio - 4e du classement cumulé 2014 - Club Universitario de Deportes - 6e du classement cumulé 2014 - CSD León de Huánuco - 7e du classement cumulé 2014 - Club Nacional de Football - Champion d'Uruguay 2014-2015 - Danubio Fútbol Club - 4e du classement cumulé 2014-2015 - Defensor Sporting Club - 5e du classement cumulé 2014-2015 - Club Atlético Juventud - 6e du classement cumulé 2014-2015 - Deportivo La Guaira - 3e du classement cumulé 2014-2015 - Deportivo Anzoátegui - 4e du classement cumulé 2014-2015 - Zamora Fútbol Club - Vainqueur du barrage pré-Sudamericana - Carabobo FC - Vainqueur du barrage pré-Sudamericana |              |              |              |              |              |              |              |              |              |              |              |              |              |              |

## Compétition

### Premier tour
Lors de celui-ci, les clubs issus des fédérations autre que le Brésil et l'Argentine disputent un premier match aller-retour contre un club d'un pays de leur zone. 
| Équipe 1                       | Résultat      | Équipe 2                    | Aller | Retour |
| ------------------------------ | ------------- | --------------------------- | ----- | ------ |
| Carabobo FC                    | 0 - 0 1-3 tab | Deportes Tolima             | 0 - 0 | 0 - 0  |
| CDU Católica del Ecuador       | 1 - 2         | Deportivo La Guaira         | 1 - 1 | 0 - 1  |
| CSD León de Huánuco            | 0 - 3         | Club Sport Emelec           | 1 - 3 | 0 - 3  |
| Atlético Junior                | 5 - 4         | Foot Ball Club Melgar       | 5 - 0 | 0 - 4  |
| Club Universitario de Deportes | 6 - 2         | Deportivo Anzoátegui        | 3 - 1 | 3 - 1  |
| Zamora Fútbol Club             | 1 - 3         | LDU Quito                   | 1 - 1 | 0 - 2  |
| Rionegro Águilas               | 3 - 1         | Unión Comercio              | 2 - 0 | 1 - 1  |
| LDU Loja                       | 0 - 3         | Club Independiente Santa Fe | 0 - 0 | 0 - 3  |

| Équipe 1                | Résultat | Équipe 2                     | Aller | Retour |
| ----------------------- | -------- | ---------------------------- | ----- | ------ |
| Club Atlético Juventud  | 4 - 3    | Real Potosi                  | 4 - 1 | 0 - 2  |
| Oriente Petrolero       | 0 - 3    | Club Nacional de Football    | 0 - 3 | 0 - 0  |
| CD Santiago Wanderers   | 0 - 3    | Club Libertad                | 0 - 0 | 1 - 2  |
| Club Nacional           | 5 - 2    | CD Universidad de Concepción | 2 - 1 | 3 - 1  |
| CD Universidad Católica | 3 - 1    | Danubio Fútbol Club          | 1 - 0 | 2 - 1  |
| Defensor Sporting Club  | 3 - 2    | Club Bolívar                 | 3 - 0 | 0 - 2  |
| Club Olimpia            | 4 - 0    | Club Deportivo Huachipato    | 2 - 0 | 2 - 0  |
| Club Aurora             | 2 - 7    | Club Sportivo Luqueño        | 1 - 2 | 1 - 5  |

### Deuxième tour
Lors du deuxième tour, les clubs argentins et brésiliens (à l'exception du champion en titre) entrent en compétition et s'affrontent entre clubs du même pays.
Les qualifiés issus de la première phase s'affrontent à nouveau, un club de la zone Nord rencontrant obligatoirement un club de la zone Sud. 
| Équipe 1                  | Résultat      | Équipe 2                       | Aller | Retour |
| ------------------------- | ------------- | ------------------------------ | ----- | ------ |
| LDU Quito                 | 2 - 0         | Club Nacional                  | 1 - 0 | 1 - 0  |
| Defensor Sporting Club    | 4 - 0         | Club Universitario de Deportes | 3 - 0 | 1 - 0  |
| Club Nacional de Football | 1 - 2         | Club Independiente Santa Fe    | 0 - 2 | 1 - 0  |
| Deportivo La Guaira       | 1 - 5         | Club Sportivo Luqueño          | 1 - 1 | 0 - 4  |
| Brasília Futebol Clube    | 2 - 0         | Goiás Esporte Clube            | 0 - 0 | 2 - 0  |
| Club Olimpia              | 3 - 2         | Rionegro Águilas               | 1 - 1 | 2 - 1  |
| Club Atlético Tigre       | 2 - 6         | Club Atlético Huracán          | 2 - 5 | 0 - 1  |
| AA Ponte Petra            | 1 - 4         | Chapecoense                    | 1 - 1 | 0 - 3  |
| CD Universidad Católica   | 2 - 4         | Club Libertad                  | 2 - 3 | 0 - 1  |
| Esporte Clube Bahia       | 2 - 4         | Sport Club do Recife           | 1 - 0 | 1 - 4  |
| Arsenal de Sarandi        | 1 - 2         | CA Independiente               | 1 - 1 | 0 - 1  |
| Joinville Esporte Clube   | 0 - 3         | Clube Atlético Paranaense      | 0 - 2 | 0 - 1  |
| Deportes Tolima           | 4 - 0         | Atlético Junior                | 2 - 0 | 2 - 0  |
| Club Sport Emelec         | 0 - 0 3-2 tab | Club Atlético Juventud         | 0 - 0 | 0 - 0  |
| Club Atlético Belgrano    | 2 - 6         | Club Atlético Lanús            | 1 - 1 | 1 - 5  |

### Huitièmes de finale
Les quinze clubs qualifiés du deuxième tour ainsi que le tenant du titre, le CA River Plate, se retrouvent en phase finale. La règle des buts marqués à l'extérieur s'applique des huitièmes de finale jusqu'en demi-finale.
| Équipe 1                     | Résultat      | Équipe 2                          | Aller | Retour |
| ---------------------------- | ------------- | --------------------------------- | ----- | ------ |
| 'Club Atlético River Plate'T | 2 - 1         | LDU Quito                         | 2 - 0 | 0 - 1  |
| Club Libertad                | 2 - 2 3-5 tab | Associação Chapecoense de Futebol | 1 - 1 | 1 - 1  |
| Sport Club do Recife         | 1 - 4         | Club Atlético Huracán             | 1 - 1 | 0 - 3  |
| Club Atlético Lanús          | 0 - 0 3-5 tab | Defensor Sporting Club            | 0 - 0 | 0 - 0  |
| Clube Atlético Paranaense    | 1 - 0         | Brasília Futebol Clube            | 1 - 0 | 0 - 0  |
| Deportes Tolima              | 1 - 2         | Club Sportivo Luqueño             | 1 - 1 | 0 - 1  |
| CA Independiente             | 1 - 0         | Club Olimpia                      | 1 - 0 | 0 - 0  |
| Club Sport Emelec            | 2 - 2e        | Club Independiente Santa Fe       | 2 - 1 | 0 - 1  |

### Quarts de finale
| Équipe 1                     | Résultat | Équipe 2                          | Aller | Retour |
| ---------------------------- | -------- | --------------------------------- | ----- | ------ |
| 'Club Atlético River Plate'T | 4 - 3    | Associação Chapecoense de Futebol | 3 - 1 | 1 - 2  |
| Club Atlético Huracán        | 1 - 0    | Defensor Sporting Club            | 1 - 0 | 0 - 0  |
| Clube Atlético Paranaense    | 1 - 2    | Club Sportivo Luqueño             | 1 - 0 | 0 - 2  |
| CA Independiente             | 1 - 2    | Club Independiente Santa Fe       | 0 - 1 | 1 - 1  |

### Demi-finales
Le tirage au sort des demi-finales est orienté afin que les deux clubs argentins se rencontrent, dans le but d'éviter une finale entre deux clubs d'un même pays.
| Équipe 1                   | Résultat | Équipe 2                    | Aller | Retour |
| -------------------------- | -------- | --------------------------- | ----- | ------ |
| Club Atlético River PlateT | 2 - 3    | Club Atlético Huracán       | 0 - 1 | 2 - 2  |
| Club Sportivo Luqueño      | 1 - 1e   | Club Independiente Santa Fe | 1 - 1 | 0 - 0  |

### Finale
| Finale aller          | Club Atlético Huracán | 0 - 0 | Club Independiente Santa Fe | Stade Tomás Adolfo Ducó, Buenos Aires |                           |
| 2 décembre 2015 19:15 |                       |       |                             | Arbitrage : Antonio Arias             | Arbitrage : Antonio Arias |
| 2 décembre 2015 19:15 | (Rapport)             |       |                             | Arbitrage : Antonio Arias             | Arbitrage : Antonio Arias |

| Finale retour         | Club Independiente Santa Fe | 0 - 0           | Club Atlético Huracán                 | El Campín, Bogota       |                         |
| 9 décembre 2015 21:15 |                             |                 |                                       | Arbitrage : Héber Lopes | Arbitrage : Héber Lopes |
| 9 décembre 2015 21:15 | (Rapport)                   |                 |                                       | Arbitrage : Héber Lopes | Arbitrage : Héber Lopes |
| 9 décembre 2015 21:15 | Pérez · Seijas · Balanta    | Tirs au but 3-1 | Bogado · Nervo · Mancinelli · Toranzo | Arbitrage : Héber Lopes | Arbitrage : Héber Lopes |

| Vainqueur de la Copa Sudamericana 2015    |
| ----------------------------------------- |
| Drapeau de la Colombie                    |
| Club Independiente Santa Fe Premier titre |